# Partido Conservador Colombiano
Die Konservative Partei Kolumbiens (spanisch Partido Conservador Colombiano) ist eine politische Partei in Kolumbien. Sie wurde im Jahre 1849 von Mariano Ospina Rodríguez und José Eusebio Caro gegründet. Sie erstellten ein Manifest, das sie „Konservatives Programm von 1849“ nannten und das in der Zeitung La Civilización erschien.

## Gründungsgedanken und Geschichte
Das Manifest beinhaltete die grundlegende Ideologie des Konservatismus, die hauptsächlich von den klassischen Philosophen Platon und Aristoteles, sowie von christlichen Denkern wie Augustinus, Thomas von Aquin und Francisco Suarez inspiriert war. Sie wurden auch von den Vätern der Emanzipation der nordamerikanischen Kolonien im Jahre 1776 und der Französischen Revolution beeinflusst, insbesondere im Hinblick auf Freiheiten und Menschenrechte.
Von 1858 bis 2002 teilten sich die Konservativen und die Liberalen Partei Kolumbiens abwechselnd die Regierungsgewalt in Kolumbien. Vor dem Sturz von Präsident Gustavo Rojas Pinilla, gründeten die Liberalen und Konservativen die „Nationale Front“. Seither stehen beide Parteien in Konkurrenz zueinander. Bei der Präsidentschaftswahl im Jahr 2010 wurde die Konservative Partei von Noemí Sanín vertreten. 
Bei der Parlamentswahl in Kolumbien 2014  erreichte die Partei 19 Senatorensitze im Senat von Kolumbien und  27 Abgeordnetensitze im Repräsentantenhaus von Kolumbien.
Bei der Parlamentswahl in Kolumbien 2018 am 11. März 2018 erreichte die Partei 14 Senatorensitze im Senat von Kolumbien und 21 Abgeordnetensitze im Repräsentantenhaus von Kolumbien.